# Amorphophallus sagittarius
Amorphophallus sagittarius är en kallaväxtart som beskrevs av Cornelis Gijsbert Gerrit Jan van Steenis. Amorphophallus sagittarius ingår i släktet Amorphophallus och familjen kallaväxter. Inga underarter finns listade.